# Монастирське (Юр'янський район)
Монасти́рське (рос. Монастырское) — село у складі Юр'янського району Кіровської області, Росія. Входить до складу Підгорцівського сільського поселення.
Населення становить 364 особи (2010, 385 у 2002).
Національний склад станом на 2002 рік — росіяни 87 %.